# ユースホステル西教寺
ユースホステル西教寺（ユースホステルさいきょうじ）は日本ユースホステル協会に加盟していた滋賀県のユースホステル。

## 設備
天台真盛宗総本山の西教寺が運営する「研修道場」の建物を使っている。西教寺そのものが観光地であり、その境内に宿泊できる。
- グループで一室利用可
- 余裕があればグループで一室利用可
- 駐車場あり
- 駐輪場あり
- 洗濯機あり
- 乾燥機あり

## アクセス
- 湖西線比叡山坂本駅下車 徒歩30分・江若バス7分西教寺前下車 
  - または京阪電車坂本比叡山口駅 徒歩25分・江若バス5分西教寺前下車